# Премьер-министр Израиля
Премьер-министр Израиля (ивр. רֹאשׁ הַמֶּמְשָׁלָה‎, Рош ха-Мемшала, аббревиатура: ивр. רה״מ‎, араб. رئيس الحكومة‎, Раис аль-Хукума) — глава правительства, именуемый в Израиле премьер-министром, глава исполнительной власти Государства Израиль.
Израиль — парламентская республика, главой государства является президент, однако полномочия у президента ограниченные, в основном, церемониальные, тогда как исполнительная власть принадлежит премьер-министру. Официальная резиденция премьер-министра находится в Иерусалиме. Нынешним премьер-министром является Биньямин Нетаньяху (партия Ликуд), всего было 14 человек, занимавших этот пост.
Премьер-министром становится член Кнессета, назначенный президентом после выборов. У первого кандидата, которого выдвигает президент, есть 28 дней для формирования жизнеспособной коалиции. Затем новый премьер министр представляет правительственную платформу и должен получить вотум доверия Кнессета, чтобы стать премьер-министром. На практике премьер-министром обычно является лидер крупнейшей партии в правящей коалиции. В период с 1996 по 2001 год премьер-министр избирался прямым голосованием.

## История
Должность премьер-министра была учреждена 14 мая 1948 года, в день провозглашения Декларации о создании Государства Израиль, когда было создано временное правительство. Давид Бен-Гурион, лидер партии МАПАЙ и глава Еврейского агентства, стал первым премьер-министром Израиля. Эта должность стала постоянной 8 марта 1949 года, когда было сформировано первое правительство. Бен-Гурион ушёл в отставку в 1953 году и поселился в кибуце Сде-Бокер. Его сменил Моше Шаретт. Однако Бен-Гурион менее чем через два года опять стал премьер-министром и ушёл в отставку во второй раз в 1963 году, покинув партию МАПАЙ и сформировав партию РАФИ.
Леви Эшколь стал первым премьер-министром, возглавившим страну под знаменем двух партий, когда партия Мапай сформировала Союз с партией Ахдут ха-Авода (1965). В 1968 году он также стал единственным лидером партии, получившим абсолютное большинство в Кнессете, после того как МАПАМ и РАфИ объединились в Союз, получив 63 места в 120-местном Кнессете. Эшколь стал первым премьер-министром, умершим при исполнении служебных обязанностей (26 февраля 1969 года).
Его временно, на месяц, заменил Игаль Аллон. Голда Меир вернулась в политику и стала премьер-министром в марте 1969 года. Меир была первой в Израиле женщиной-премьер-министром. В мире до неё премьер-министрами были лишь Сиримаво Бандаранаике и Индира Ганди. Голда Меир посчитала нужным уйти в отставку в 1974 году из-за того, что чувствовала себя виновной в войне Судного дня, несмотря на то, что Комиссия Аграната сняла с неё вину.
Ицхак Рабин подал в отставку после серии скандалов (самоубийство министра жилищного строительства Авраама Офера, дело Ашера Ядлина, управляющего Банка Израиля, обнаружение у жены Рабина Лии счета в зарубежном банке, что в то время было незаконным в Израиле).
Менахем Бегин стал первым правым премьер-министром, когда его партия Ликуд выиграла выборы 1977 года, он сохранил этот пост после выборов 1981 года и ушёл в отставку в 1983 году по состоянию здоровья, передав бразды правления Ицхаку Шамиру.
После выборов 1984 года ни Альянс, ни партия «Ликуд» не смогли сформировать правительство, поэтому было сформировано правительство национального единства с ротацией поста премьер-министра (первые два года— Шимон Перес, далее— Ицхак Шамир). Выборы 1988 года привели к созданию нового правительства национального единства, Ицхак Шамир смог стать премьер-министром без ротации. Так как не удалась попытка Переса сформировать левое правительство в 1990 году, то Шамир остался у власти до 1992 года.
Рабин стал премьер-министром во второй раз, после победы партии Авода на выборах 1992 года. После его убийства 4 ноября 1995 года премьер-министром стал Шимон Перес.

### Прямые выборы
Во время тринадцатого созыва Кнессета (1992–1996) было решено следующее голосование за премьер-министра провести по образцу президентских выборов в США. Целью было изменение израильской избирательной системы, которая делала практически невозможным получение большинства одной партией. Исторически только две партии — МАПАЙ/Авода и Ликуд смогли получить большинство в Кнессете (опасно для демократии), в то время, как обычно наличие большого количества партий или фракций в Кнессете не позволяло одной партии получить 61 место, необходимое для большинства.
В 1996 году, когда состоялись первые прямые выборы, опросы предсказывали, что победителем станет Шимон Перес, однако победил Биньямин Нетаньяху, при этом на выборах в Кнессет, состоявшихся в то же время, партия Авода получила больше голосов, чем любая другая партия (27 %). Таким образом, Нетаньяху для сформирования жизнеспособной правящей коалиции должен был прибегнуть к поддержке религиозных партий.
Нетаньяху не удалось сохранить единство правительства, и в 1999 году были назначены досрочные выборы премьер-министра и Кнессета. Из пяти кандидатов трое, представляющие второстепенные партии (Бенни Бегин из «Херут — Национальное движение», Азми Бишара из «Балад» и Ицхак Мордехай из Центристской партии), выбыли из участия до дня выборов, а Эхуд Барак победил Нетаньяху на выборах. Альянс Барака Единый Израиль (союз партий Авода, Гешер и Меймад) набрал больше голосов, чем любая другая партия на выборах в Кнессет, но получил только 26 мест, что является самым низким показателем за всю историю победившей партии или блока. Бараку пришлось сформировать коалицию с шестью более мелкими партиями.
В начале 2001 года Барак подал в отставку после начала интифады Аль-Акса. На выборахАриэль Шарон (Ликуд) уверенно обыграл Барака, набрав 62,4 % голосов. Однако у «Ликуда» было всего 21 место в Кнессете, поэтому Шарону пришлось сформировать правительство национального единства, после чего было решено вернуться к прежней системе.

### После 2003 года
Выборы 2003 года проводились по процедуре, принятой до 1996 года. «Ликуд» получил 38 мест, лидер партии Шарон стал премьер-министром. Из-за глубоких разногласий внутри «Ликуда» по поводу плана одностороннего размежевания Израиля Шарон покинул Ликуд и основал новую партию Кадима (2005), сумев сохранить свою позицию премьер-министра, а также став первым премьер-министром, который не был членом Аводы или Ликуда (или их предшественников). В 2006 году, в разгар предвыборной кампании, у него случился инсульт, в результате чего Эхуд Ольмерт стал исполняющим обязанности премьер-министра за несколько недель до выборов. Кабинет проголосовал за него, как за временного премьер-министра, сразу после выборов 2006 года, когда Шарон был недееспособен уже 100 дней.
В 2008 году на фоне обвинений в коррупции и вызовов со стороны собственной партии Ольмерт подал в отставку. Его преемница, Ципи Ливни, не смогла сформировать коалиционное правительство. На выборах 2009 года, хотя «Кадима» получила большинство мест, именно лидеру «Ликуда» Биньямину Нетаньяху была поставлена задача сформировать правительство. Так начался его второй срок на посту премьер-министра Израиля.
На выборах 2013 года альянс Ликуд — Наш дом Израиль стал крупнейшей фракцией, Нетаньяху в третий раз стал премьер-министром. В 2015 году Нетаньяху удалось остаться у власти. Множественные разногласия с членами его коалиции привели к израильскому политическому кризису 2019—2022 годов.
В 2021 году премьер-министром стал Нафтали Бенет, с ротацией в июле 2022 года на Яира Лапида. Биньямин Нетаньяху вернулся на пост премьер-министра в шестой раз в результате выборов 2022 года.

## Порядок наследования
В случае смерти премьер-министра на своём посту, кабинет выбирает временного премьер-министра, который остаётся на посту до тех пор, пока к власти не придет новое правительство. Игаль Алон занимал пост временного премьер-министра после смерти Леви Эшколя, как и Шимон Перес после убийства Ицхака Рабина.
Если премьер-министр временно становится недееспособным (как это произошло после инсульта Ариэля Шарона в начале 2006 года), власть передается исполняющему обязанности премьер-министра до тех пор, пока премьер-министр не выздоровеет. Если премьер-министр объявляется окончательно недееспособным (через 100 дней), президент Израиля наблюдает за процессом формирования новой правящей коалиции, а тем временем кабинет министров назначает исполняющего обязанности премьер-министра или другого действующего министра в качестве временного премьер-министра.
Эхуд Ольмерт был назначен временным премьер-министром 16 апреля 2006 года, после выборов, всего за несколько дней до того, как он сформировал правительство 4 мая 2006 года, став официальным премьер-министром.

### Исполняющий обязанности, вице-премьер и заместитель премьер-министра
Помимо должности исполняющего обязанности премьер-министра, есть также должности вице-премьер-министра и заместителя премьер-министра.

### Временный премьер-министр
Временный премьер-министр (ивр. ראש הממשלה בפועל‎, Рош ха-Мемшала бе-Фоаль; рус. «премьер-министр де-факто») назначается правительством в случаях если утверждённый парламентом премьер-министр:
- умирает,
- неспособен выполнять свои обязанности,
- лишается своих полномочий по решению суда.

В израильском законодательстве различаются термины:
- исполняющий обязанности премьер-министра (ממלא מקום ראש הממשלה)
- временно заменяющий действующего премьер-министра
- действующий в должности действующего премьер-министра, пока действующий президент находится на своем посту
- временный премьер-министр на своем посту.

В случае временной недееспособности действующего премьер-министра исполняющий обязанности премьер-министра может замещать его не более 100 дней подряд. Через 100 дней недееспособности действующий премьер-министр де-юре становится окончательно недееспособным.
В 2006 году Эхуд Ольмерт, исполнявший обязанности премьер-министра в течение 100 дней подряд, вступил в должность временного премьер-министра автоматически. Правительство проголосовало за его назначение, и, кроме того, он был сопартийцем предыдущего премьер-министра.
После убийства премьер-министра Ицхака Рабина министр иностранных дел Шимон Перес вступил в должность временного премьер-министра до прихода к власти нового правительства (которое он позже сформировал сам). Игаль Аллон также был избран временным премьер-министром после внезапной смерти премьер-министра Леви Эшколя и занимал этот пост до тех пор, пока Голда Меир не сформировала своё правительство.
Исполняющий обязанности премьер-министра и временный премьер-министр не имеют полномочий распускать Кнессет.

### Временное правительство
«Временное правительство» (ивр. ממשלת מעבר‎, Мемшелет маавар, «Переходное правительство») — это действующее правительство, изменившее свой правовой статус в случае смерти, отставки, постоянной недееспособности или уголовного осуждения премьер-министра, а также после просьбы премьер-министра о роспуске Кнессета, либо после выборов и до формирования нового правительство. Временное правительство объявляется указом президента. Если правительству объявлен вотум недоверия, то «Правительство считается ушедшим в отставку».

## Резиденция премьер-министра
С 1974 года официальной резиденцией премьер-министра является «Бейт-Агион».

## Дальнейшее чтение
- Avner, Yehuda. The Prime Ministers: An Intimate Narrative of Israeli Leadership. — Israel : Toby Press, 2010. — ISBN 978-1-59264-278-6.